# Madżdal Bani Fadil
Madżdal Bani Fadil (arab. ‏مجدل بني فاضل‎, Maǧdal Banī Fāḍil) – wieś w Palestynie, w muhafazie Nablus. Według danych szacunkowych Palestyńskiego Centralnego Biura Statystycznego w 2016 roku miejscowość liczyła 2891 mieszkańców.